# Верити, Кевин
Кевин Патри Верити (англ. Kevin Patrick Verity; 16 марта 1940, Галифакс, Англия) — английский футболист и тренер.

## Биография
Выступал на позиции крайнего защитника за клуб из родного города — «Галифакс Таун». За него он провел 13 игр и забил шесть мячей. Позднее играл в более низших лигах.
Завершив карьеру, Кевин Верити пробовал себя в тренерском деле. С ноября 1972 по декабрь 1973 года он являлся наставником сборной Тринидада и Тобаго. В восьмидесятые руководил национальной команды Англии С, в которую входили лучшие игроки из клубов местной футбольной ассоциации.

## Семья
Младший брат Дэйв Верити (род. 1949) также был профессиональным футболистом.